# Sphacelotheca hydropiperis
Sphacelotheca hydropiperis är en svampart som först beskrevs av Heinrich Christian Friedrich Schumacher, och fick sitt nu gällande namn av de Bary 1884. Sphacelotheca hydropiperis ingår i släktet Sphacelotheca och familjen Microbotryaceae.   Inga underarter finns listade i Catalogue of Life.